# ゲラノサウルス
ゲラノサウルス（学名：Geranosaurus、「鶴の爬虫類」の意）は、前期ジュラ紀に生息したヘテロドントサウルス科の恐竜の属。タイプ種および唯一の種はゲラノサウルス・アタヴス（Geranosaurus  atavus）である。

## 概要
ゲラノサウルスは、1871年に南アフリカのクラレンス層から発見され、断片的な頭蓋骨、歯冠に9本の歯が付いた顎骨1個、四肢の断片のみから既知される。成体の体高は約0.6メートル、全長は約1.2メートルであった。
タイプ種であるゲラノサウルス・アタヴス（Geranosaurus  atavus）は、1911年にロバート・ブルームによって記載された。属名はギリシャ語で「鶴」を意味する geranos に由来し、鶴のような後肢を意味する。種小名はラテン語で「祖先」を意味する。四肢の所蔵番号は SAM 1871 である。

## 分類
ゲラノサウルスは顎に基づき鳥盤類に分類されており、ヘテロドントサウルスとは異なるヘテロドントサウルス科である可能性が高いが、ヘテロドントサウルス亜科ではない。ゲラノサウルスは化石が限られているため、一般的には疑問名とされているが、ヘテロドントサウルス科の共有派生形質にある大型化した犬歯状歯列と、犬歯状後顎骨の歯隙がないという特有の組み合わせを持つため、ヘテロドントサウルス科から除外される可能性がある。